# 寺島惇太
寺島 惇太（てらしま じゅんた、1988年8月11日 - ）は、日本の男性声優、歌手。長野県上田市出身。ケンユウオフィス所属。

## 略歴
元々は漫画家やイラストレーターなど、絵を描く仕事に就きたかったが、画力のなさを理由に断念。当時は音楽の道にも進みたい、ラジオ番組をやってみたいという気持ちも強かった為、それでも何とかアニメに関わる仕事に就けないかと考えた末に、声優を目指すことを決意した。
また中学時代は野球部、高校時代には軽音部に所属していた。なお、修学旅行の後、高校は中退している。その後はコミケに通いながら体験入学を受けていた。
日本工学院専門学校へ進学し、卒業後にケンユウオフィスの預かり所属となった。2009年に声優デビューを果たし、後に正所属となる。なお、事務所HPにはケンユウオフィス養成所talk backの経歴が記載されているが、実際は行ってない。
松風雅也が店長を務める声優cafe（2013年3月10日閉店）でアルバイトをしていた。客が店員である若手声優にディレクションができるカフェになっており、この時に初サインをする（初期は星マーク入り）。なお、当時アルバイトとして阿座上洋平も在籍していた。
2019年3月27日に念願のアーティストデビュー。1作目のミニアルバム「29+1 -MISo-」をリリース。
2019年12月、自身のYouTubeチャンネルである「寺島惇太Studio」を開設。チャンネル内ではアーティスト活動に関するものを始め、主にゲーム実況や歌ってみたシリーズ、ラジオ風配信番組「夜ふかしStudioラジオ」などを投稿している。
2023年3月27日より所属レーベルを卒業し、アーティストとしては現在フリーで活動している。

## 人物
2人兄妹の長男。趣味は麻雀、ゲーム、平泳ぎ。

## 出演
太字はメインキャラクター。

### テレビアニメ
2010年
- COBRA THE ANIMATION（観衆）

2011年
- イナズマイレブンGO（2011年 - 2013年、雪村豹牙） - 2シリーズ
- ジュエルペット サンシャイン（ジュゲムジュゲム）

2012年
- CØDE:BREAKER（渡辺）
- 坂道のアポロン（男）
- メタルファイト ベイブレード ZEROG（ギャラリーC、ギャラリーD、ブレーダーF）
- NARUTO -ナルト- SD ロック・リーの青春フルパワー忍伝（レジ）

2013年
- RDG レッドデータガール（星野）
- 神さまのいない日曜日（パロット）
- ダイヤのA（2013年 - 2016年、中田中、樋笠昭二、山内豊、稲本正明、狩場航、阿部秀夫、福井健斗、宮川輝、米原悠 他） - 2シリーズ
- デート・ア・ライブ（青年）

2014年
- 寄生獣 セイの格率（中学生）
- トリニティセブン（男子生徒）
- フューチャーカード バディファイト（2014年 - 2018年、アーマナイト・ケルベロス / アーマナイト・ケルベロス ”A” / タイラント・ケルベロス、未門陽太、サウザンドレイピア・ドラゴン、アレクサンダー、第一の戦士 アインダー、鬼の頭目 伊吹童子、オルコスソード・ドラゴン 他） - 5シリーズ

2015年
- 俺物語!!（3組男子C、男子B）
- 怪盗ジョーカー（手下、3組男子C、男子B）
- ドラえもん（テレビ朝日版第2期）（青年B）
- ふうせんいぬティニー（モデル馬、おまわりさん、警官）
- ベイビーステップ（客）
- ヤングブラック・ジャック（救急隊員、チック、オクチン）
- 弱虫ペダル シリーズ（2015年 - 2022年、観客、益田） - 2シリーズ
- ランス・アンド・マスクス（男たち、通行人たち）
- レーカン!（霊A、不良B、男子A、謎の声、男子生徒D、男子B）

2016年
- orange（長坂）
- カードファイト!! ヴァンガードG ストライドゲート編（青年）
- ツキウタ。 THE ANIMATION（2016年 - 2020年、松永太一） - 2シリーズ
- DAYS（鈴木栄太、観客）
- ドリフターズ（エルフ少年）
- ハイキュー!! シリーズ（2016年 - 2020年、作並浩輔、二岐丈春） - 2シリーズ
- プリパラ（風間）
- 霊剣山 星屑たちの宴（聞宝のお付き、村人、受験者）

2017年
- アニメガタリズ（中野光輝）
- TSUKIPRO THE ANIMATION（2017年 - 2021年、藤村衛） - 2シリーズ
- アイドルマスター SideM（大河タケル）

2018年
- アイドルマスター SideM 理由あってMini!（大河タケル）

2019年
- パパだって、したい（成瀬圭壱）
- みだらな青ちゃんは勉強ができない（木嶋拓海）
- KING OF PRISM -Shiny Seven Stars-（一条シン）
- 消滅都市（セイジ）
- Mr.Shadow（赤系）
- この音とまれ!（桐生桜介） - 2シリーズ

2020年
- 織田シナモン信長（燭台切光忠）
- A3!（御影密）

2021年
- BORUTO-ボルト- NARUTO NEXT GENERATIONS（2021年 - 2023年、コード）

2022年
- 賢者の弟子を名乗る賢者（ガレット）
- トライブナイン（園田不兆）
- お昼のショッカーさん（ゴーラスイエロー）
- BLEACH 千年血戦篇（死神）

2023年
- Paradox Live THE ANIMATION（闇堂四季）
- SPY×FAMILY（ファーシル・グレイ）
- 私の推しは悪役令嬢。（黒仮面）

2024年
- 即死チートが最強すぎて、異世界のやつらがまるで相手にならないんですが。（アイン、深井聖一）
- じいさんばあさん若返る（五十嵐将太）
- ただいま、おかえり（萩原和彦）
- 俺は全てを【パリイ】する 〜逆勘違いの世界最強は冒険者になりたい〜（レイン・クレイス）
- マーダーミステリー・オブ・ザ・デッド（るみなの兄）

2025年
- あらいぐま カルカル団（カラスの皆さん、パトラッシュ風の犬の皆さん）
- ポケットモンスター（インディ）
- 白豚貴族ですが前世の記憶が生えたのでひよこな弟育てます（フィオレ）

### 劇場アニメ
2010年代
- 劇場版イナズマイレブンGO vs ダンボール戦機W（2012年、雪村豹牙）
- STAND BY ME ドラえもん（2014年）
- KING OF PRISMシリーズ（2016年 - 2025年、一条シン） - 5作品

2020年代
- ベルサイユのばら（2025年、ピエール）
- 遠井さんは青春したい！『バカとスマホとロマンスと』（2025年、尾宅秀樹）

### OVA
- この男子、人魚ひろいました。（2012年、草津）

### Webアニメ
- ラプソディ（2023年、三海逸生[39]）

### ゲーム
2011年
- イナズマイレブンGO（雪村豹牙）

2012年
- イナズマイレブンGO ストライカーズ 2013（雪村豹牙）

2015年
- ツキノパーク（藤村衛）
- フューチャーカード バディファイト 友情の爆熱ファイト!（アーマナイト・ケルベロス)
- 夢王国と眠れる100人の王子様  (イラ)

2016年
- アイドルマスター SideM（2016年 - 2023年、大河タケル）
- イケメン革命 アリスと恋の魔法（ハール＝シルバー）
- 逆襲のファンタジカ: ブラッドライン（アルシエル）
- フィリスのアトリエ 〜不思議な旅の錬金術士〜（レヴィ・ベルガー）
- 文豪とアルケミスト（三好達治）
- マジカルデイズ the Brats’s Parade（ミカゲ）
- 容疑者たちの甘いたくらみ（藤岡晴馬）

2017年
- アニドルカラーズ（朝日悠希）
- A3!（御影密）
- KING OF PRISM プリズムラッシュ！LIVE（一条シン）
- スタレボ☆彡 88星座のアイドル革命（純白優輝）
- 誰ガ為のアルケミスト（シャノワール）
- ツキノパラダイス（藤村衛）
- パラノーマルキス -Paranormal Kiss-（警備ロボ、郵便ロボ）
- フィッシュアイランド2（男主人公）
- 一血卍傑-ONLINE-（シュンカイ）
- アイドルマスター SideM LIVE ON ST@GE!（2017年 - 2020年、大河タケル）
- CARAVAN STORIES（ライオット）
- 神式一閃 カムライトライブ（ビン）
- メイプルストーリー（カデナ）

2018年
- アイ★チュウ（UJ）
- ダッシュ!（テト）
- シンエンレジスト（パーヴェル）
- IDOL FANTASY（明地岩太）
- 世紀末デイズ（武田正志）
- アークザラッド R（サイド）
- JUDGE EYES:死神の遺言（杉浦文也）

2019年
- ウインドボーイズ!（ソムンイジョン）
- Op8♪（ヤシュム）
- プレカトゥスの天秤（エミリオ・レインデルス）
- Choice×Darling-チョイダリ（垣内雅生）
- あんさんぶるスターズ!（一条シン）
- 幻獣契約クリプトラクト（フォルネウス）
- モンスターストライク（2019年 - 2024年、ディルムッド、マルス、ツァイロン、アブドゥーグ、ラーマ）

2020年
- 星屑ヘリオグラフ（鳴海昴）
- ウーユリーフの処方箋（ミト）
- グラフィティスマッシュ（ロビン）
- eBASEBALLパワフルプロ野球2020（獅乃木琢磨）
- ドラゴンクエストX いばらの巫女と滅びの神 オンライン（2020年 - 2021年、ゲーニド、よろず屋カエマン、レイオーン）
- デスティニーチャイルド（セト）
- ライザのアトリエ2 〜失われた伝承と秘密の妖精〜（タオ・モンガルテン）

2021年
- モンスターハンターストーリーズ2 〜破滅の翼〜（カイル）
- 剣が刻（風魔）
- 時計仕掛けのアポカリプス（ルデル・クロイツ）
- LOST JUDGMENT 裁かれざる記憶（杉浦文也）
- アイドルマスター SideM GROWING STARS（2021年 - 2023年、大河タケル）
- アイドルマスター ポップリンクス（大河タケル）
- ウインドボーイズ！（ソムン イジョン）
- グランサガ（タシオン）

2022年
- 夢職人と忘れじの黒い妖精（ハリエット）
- ファイナルファンタジー ブレイブエクスヴィアス（リュース）
- OPUS 星歌の響き -Full Bloom Edition-（リバク）
- ブラウンダスト（カーン）
- 原神（丹羽久秀）
- ディオフィールド クロニクル（キャスターヴ・ブノア）
- 花咲く女帝の人生～転生の復讐少女～（李承昊）

2023年
- ライザのアトリエ3 〜終わりの錬金術士と秘密の鍵〜（タオ・モンガルテン）
- Engage Kill（富島リョウ）
- 大航海時代 Origin（レオン・フェレロ、ダラ・シン、ジェームス・クック）
- キュービックスターズ（アブドゥーグ）
- ハイキュー!! TOUCH THE DREAM（二岐丈春）
- ポケモンマスターズEX（2023年 - 2024年、テル）
- クイズRPG 魔法使いと黒猫のウィズ（ハルトゲビス、アドミラル・カルステン）
- 龍が如く7外伝 名を消した男（杉浦文也）

2024年
- スーサイド・スクワッド：キル・ザ・ジャスティス・リーグ（フラッシュ）
- 百英雄伝 (ワイラー）
- ブレイクマイケース（環野揺）
- 18TRIP（木ノ内太緒）
- 神々の箱庭（楓）
- アッシュエコーズ（マルス）
- グランブルーファンタジー（セロリ〈セロリアス〉）

2025年
- 冬園サクリファイス（オスカー・シルヴェストリ）
- It's Small RomanTick World（ダーオング）
- 原神（イファ）
- アークナイツ（フィグリーノ）
- 牧場物語 Let's！風のグランドバザール（主人公）

### ドラマCD
- 血液型男子 キャラクタードラマCD O型（2009年）
- ALIVEシリーズ（2015年 - 、藤村衛）
- コイの箱庭（2019年、ニバリス[95]）
- 音戯の譜〜CHRONICLE〜シリーズ（2019年、スニックスニッカ）
- Paradox Live（2019年 - 、闇堂四季[96]）
- 幕末Rock虚魂（2020年 - 、藤原定家）
- Bremen -Departure-（2021年、椛島奏人[97]）
  - Bremen vol.1 Kanato
- ENLIGHTRIBE シリーズ（2021年 -、双葉城瑛利）
- ラプソディ 第二章/小さな神様（2022年、三海逸生） ※ドラマパート
- ディア♥ヴォーカリスト（2022年 - 、JIN〈ジン〉[98]）
- Arcanamusica（2023年 -、斑目ジュナ）
- 曼荼羅イブ（2023年 -、栄西浪）
- ミミアロマ（2024年 -、Dr.C）
- ハレオト（2024年 -、堂本篤史）

### BLCD
2009年
- 君のために泣こう（真壁和彦、バーの客）

2010年
- さあ 恋におちたまえ 5（男生徒2）

2012年
- 空と原（男子生徒）

2013年
- 愛の巣へ落ちろ!（白木央太）
- 宇田川町で待っててよ。（生徒）
- ばらのはなびら（嵐谷夏生）

2016年
- キャンディミルク（MILK）
- ドラマCD セックスフレンズ（リュー）

2017年
- 愛犬Honey（ハチ）
- アホエロ（中西）
- 世界一初恋 〜アニメイトの場合〜（三枝謙介）（※小説 アニメイト限定セットに付属）
- 抱かれたい男1位に脅されています。 0章（門倉務）

2018年
- 恋と性と魔法の作用（湯島一也）
- スクラッチブルー（涼太）
- 好きになんかなってたまるか（八木圭吾）
- 僕のおまわりさん（2018年－2022年、赤坂徹）
  - 僕のおまわりさん2
  - 僕のおまわりさん3

- 私の知らない彼らのヒミツ3（杉浦尚哉）
- アイドルだって恋をする Vol.3（千賀祐樹）

2019年
- 愛したがりWダーリン（ムギ）
- 性と体と恋の反作用（湯島一也）
- とろけて開いて（志賀）

2021年
- あなたのアナは僕のもの（吉岡）
- プッシーキングさまの悪癖（カドリ）
- ただいま、おかえり-かがやくひ-（荻原和彦）

2022年
- カリギュラの恋（成瀬誠）
- 猫とスピカ2（大吉）
- 僕の番はサラブレッドΩ（柳瑛斗）
- 甘くて熱くて息もできない（2022年－ 2024年、瀬名絢斗）
  - 甘くて熱くて息もできない2
  - 甘くて熱くて息もできない3

2023年
- ハジメテだけどカメラの前で（小倉皐）
- この度幼なじみと仮婚します（佐藤太一）
- 俺だけの専属アルファ コミコミ限定セット（轟木鳴）

2024年
- 服従と甘噛み（入間）
- ペティグリー１（遠呂智朱允）
- 僕らは星を閉じ込めたい（星奈一織）
- シュガーチェイン（ルイ）
- 濡れ肌にキス（佐富夕真）

2025年
- 嫌いでいさせて6（響羽）
- 番未満の僕らはきっと（柳 瑛斗）

### オーディオドラマ
- 信越放送創立70周年記念ラジオドラマ「シンフォニー！」（2022年、中村弓弦[103][104]）
- アイドルマスター SideM「315 PASSION CONTENTS」（2024年、大河タケル） - 4作品[一覧 10]

### 吹き替え

#### 映画
- アイス・クエイク（男の子）
- AWAY&BACK（カイル・ピーターソン）
- インビジブル・シスター（ニッキー）
- ギャング・イン・ニューヨーク（ジョン・A・ゴッティ〈スペンサー・ロフランコ〉）
- ゲット!マイライフ（ネイサン・スタイン）
- ジオストーム（ダンカン〈ロバート・シーハン〉[105]）
- タイタンの逆襲
- ダークスカイズ（ケヴィン・ラトナー）
- ヒトラーの忘れもの（セバスチャン・シューマン）
- ボーイ・ソプラノ ただひとつの歌声（アンドレ）
- ラスト・ワールド

#### ドラマ
- ヴァイキング 〜海の覇者たち〜（アイヴァー）
- エージェント・オブ・シールド（若いゴードン）
- オースティン&アリー
- GOTHAM/ゴッサム（ジョナサン・クレイン）
- 高い城の男
- ティーン・ウルフ
- とび蹴りアチョ〜ズ
- バッドランド〜最強の戦士〜 #1
- フォーリング スカイズ（スキップ）
- ブログ犬 スタン（ワイアット）
- BONES
- マイノリティ・リポート
- マンハッタンに恋をして
- Misfits/ミスフィッツ-俺たちエスパー!（ネイサン・スチュワート＝ジャレット）
- めっちゃ ソー・ランダム
- メンタリスト シーズン4 #20
- ようこそ 誰もいない遊園地へ（パブロ）
- レイヴン〜クリスマスの贈り物〜（マーカス）
- レボリューション
- 恋愛体質〜30歳になれば大丈夫（イ・ユジン〈ファンドン〉[106]）
- 私はラブ・リーガル（マイケル）
- ワンス・アポン・ア・タイム (ヘラクレス)

#### アニメ
- アバローのプリンセス エレナ（ニコ）
- キャスパーのオバケ学園（キャスパー）
- ジェイクとネバーランドのかいぞくたち
- 時光代理人 -LINK CLICK-（陳瀟〈チェン・シャオ〉）
- シチリアを征服したクマ王国の物語（トニオ〈青年期〉[107]）
- スターシップ・トゥルーパーズ レッドプラネット（トシ・ババ[108]）
- スポンジ・ボブ 海のみんなが世界を救Woo!（カモメ2）
- せいぶのねこキャリー（ペック）
- ちいさなプリンセス ソフィア（ナーリー、ジン皇子）
- ティーン・タイタンズGO!（ジョン）
- ねこのピート（ボブ）
- プレーンズ
- マイルズのミッション・フォース・ワン（ネメックス）
- ムーミン谷のなかまたち（ムーミントロール[109]）

### 特撮
- 機界戦隊ゼンカイジャー（2021年、オニゴッコワルドの声[110]）

### ラジオ
※はインターネット配信。
- おしゃべりやってま〜す Nプリ（2016年 - 2021年、K'z Station※）
- KING OF PRISM ラジオ 〜Secret Rose Time〜（2016年 - 2017年、HiBiKi Radio Station※）[111]
- アイドルマスター SideM ラジオ 315プロNight!（2017年、ニコニコ生放送※）
- 「アニドルカラーズ」入学準備ゼミナール♪（2017年、音泉※）[112]
- 甘味処わらじ（2017年 - 2018年、RADIO TOMO※）
- 白井悠介・寺島惇太 BOYS BAR ［S］（2017年 -2024年 、CBCラジオ）
- 寺島惇太の歌声喫茶（2018年、マンガPark※）[113]
- ComicFesta Radio パパだって、家政夫だって、ラジオしたい（2019年、音泉※）[114]
- 文化放送モバイルplus presents 寺島惇太の生放送！アーティストデビュー記念 MISo SPECIAL！（2019年3月6日、超!A&G+※）
- 寺島惇太と三澤紗千香の小説家になろうnavi（2019年、MBSラジオ）[115]
- 寺島惇太のだいたいイベント前夜（2019年 - 2020年、超!A&G+※）[116]
- 寺島惇太と三澤紗千香の小説家になろうnavi-2nd book-（2020年 - 2022年、MBSラジオ）
- THE IDOLM@STER MUSIC ON THE RADIO（2020年、ニコニコ生放送※） - アシスタントパーソナリティー
- 寺島惇太と徳井青空の小説家になろうnavi-3rd book-（2022年 -  2024年、MBSラジオ）

### ナレーション
- はじまるよ!アニメ「うちのウッチョパス」SP
- 「のぶニャがの野望」PV
- 「ゼルダ無双」TVCF
- 「日本工学院」TVCM
- Fozztone「茶の花」PV
- ｢埼玉県選挙｣ CM

### テレビ番組
※はインターネット配信。
- 女性の夢100個叶えます!（2016年8月5日 - 10月7日、AbemaTV※）
- ファミ通ゲーマーズβ（2017年11月2日 - 2018年3月15日、ニコニコ生放送 ファミ通ゲーマーズDXチャンネル※）
- 声優ケンユウ倶楽部（2017年12月 - 2021年6月、あにてれ※）
- 寺島惇太のずん散歩（2018年 - 、ニコニコ生放送※）
- ゲームセンターわらじ（2019年 - 、RADIO TOMO※）
- セカイ系バラエティ 僕声（2019年、WOWOW、TOKYO MX）
- G3!（2019年 - 2022年、YouTube、ニコニコ動画※）
- GOALOUS5（2019年5月22日 - 、YouTube、ニコニコ動画※）
- 寺島惇太・土岐隼一のアニドルch（2019年 - 2021年、ニコニコ動画※）
- 寺島惇太お兄さんのアニドルといっしょ！（2020年4月 - 6月、TOKYO MX、BS日テレ他）
- アニドルKIDS TV（2020年、YouTube※）
- 寺島惇太お兄さんのアニドルといっしょ！2ndシーズン（2020年10月 - 11月、TOKYO MX、BS日テレ他）
- ゾクっとする怪感話新春2時間SP（2022年1月1日、BSテレ東）

### デジタルコミック
- dTV ココロ・ボタン（2017年、速水学[117]）
- 人形峠（2018年、深沢皐）
- どっちもどっち（2020年、円谷[118]）
- 王立魔法学園の最下生（2021年 - 2022年、アルス・ウィルザード[119]）
- うちの弟どもがすみません（2021年、成田洛） - 第4巻購入特典URLページ、別冊マーガレット2021年7月付録URLカード[120]
- ヒモ、拾いました。（2021年、藍咲冬弥）[121]
- 累々戦記（2021年、蒼葉、累[122]）
- それでは先生、お願いします。（2022年、丸富薫）[123]
- 俺の可愛い弟は（2023年、琉樹）[124]

### 舞台・朗読劇
- 朗読劇「ヴェルサイユ騒動記」
- 朗読劇「Spiral」
- 朗読劇 「アーレン古物商店の幽霊殺し」 「自粛が明けたら」
- 朗読劇「顎門の如き、雲の峰」（2020年、五十嵐善）
- 朗読劇「アルセーヌ・ルパン 〜ああ、哀しき怪盗紳士〜」（2021年、アルセーヌルパン）
- オリジナル朗読劇密室デスマッチ「マスクド・アイスクリーム」（2021年、田村凛太郎[125]）
- 角川文庫オンラインクリスマス朗読劇「ドリトル先生 月から帰る」「クリスマス・キャロル」
- 朗読劇「チェイサーゲーム」
- アニマックス朗読劇「ハニーレモンソーダ」（2022年、三浦界）
- 朗読会「思春期には目の毒です」（2022年、美谷千秋）
- THE IDOLM@STER SideM PASSIONABLE READING SHOW -超常事変〜対立スル正義〜-（2023年3月12日、大河タケル[126]）
- 朗読劇『ドリアン・グレイの肖像』
- 朗読劇「Nのために」（2023年、西崎真人[127]）
- アニマックス朗読劇「坂道のアポロン」（2024年、西見薫）
- 朗読劇「ニュー・ルネッサンス・イン・パリ」（2024年[128]）
- 江戸川乱歩 名作朗読劇「少年探偵団」（2024年、小林芳雄[129][130]）
- SF空想科学朗読劇「宇宙戦争」(2025年[131]）
- eeo Stage「2人朗読劇」寺島惇太と神尾晋一郎（2025年[132]）
- 音楽朗読劇「仮面の男」〜アレクサンドル・デュマ・ペール「ダルタルニャン物語」より〜（2025年、ダルタニアン[133][134]）
- VISIONARY READING「三島由紀夫レター教室」（2025年、炎タケル[135]）

### 映像商品
- 人狼バトル〜人狼VSスパイ〜（2018年）
- 人狼バトル lies and the truth 2019 August〜人狼VSエクソシスト〜（2020年）
- 人狼バトルTHE NIGHTMARE SEASON1#1（2022年）
- 人狼バトルTHE NIGHTMARE SEASON1#2（2022年）

### その他コンテンツ
- VRパーティ ネコVR シリーズ
- VRパーティ 寺島惇太VR（家庭教師編、看病編、誕生日編）
- OKOSモーニングコールセンター（二葉瑞季[136]）
- ようこそ妄想営業部へ❤（寺島ジュンタ）
- Arcanamusica（2023年 - 2024年、斑目ジュナ[137][138]）
- 星芥ショータイム（2023年、ミヤコ（倉田都））
- 「雀魂」5周年記念ムービー『かわらないもの』（2024年）[139]
- ボイレピ♪ 朝ごはん 書籍化記念#1 寺島惇太さんの声で作る「キャベツとじゃがいものとろーりマスタードチーズ焼き」（2024年）[140]

## ディスコグラフィ

### ミニアルバム
|            | 発売日         | タイトル                                  | 規格品番     | 規格品番   | オリコン 最高位 |
| 初回限定盤 | 発売日         | タイトル                                  | 通常盤       |            | オリコン 最高位 |
| ---------- | -------------- | ----------------------------------------- | ------------ | ---------- | --------------- |
| 1st        | 2019年3月27日  | 29+1 -MISo-                               | NEZA-90022/3 | NECA-20078 | 18位            |
| 2nd        | 2019年10月23日 | JOY source                                | NEZA-90030/1 | NECA-30353 | 21位            |
| EP         | 2021年6月15日  | HAPPY/イヌとネコ                          |              |            |                 |
| 3rd        | 2021年12月1日  | Soul to                                   | MUCD-8154/5  | MUCD-1474  | 50位            |
| EP         | 2023年3月27日  | Re*BLOOM/Promenade~ずん散歩のテーマ~      |              |            |                 |
| EP         | 2023年7月26日  | Rebbon/Air Summer                         |              |            |                 |
| EP         | 2023年10月23日 | Rebbon BDLIVE ver./夏の終わり BDLIVE ver. |              |            |                 |
| EP         | 2023年10月27日 | ペイン/Auto focus                         |              |            |                 |
| EP         | 2023年12月23日 | white clover/まぁいっか                   |              |            |                 |
| EP         | 2025年3月27日  | Contact                                   |              |            |                 |

### フルアルバム
|        | 発売日        | タイトル | 規格品番      | 規格品番 | オリコン 最高位 |
| 豪華盤 | 発売日        | タイトル | 通常盤/流通盤 |          | オリコン 最高位 |
| ------ | ------------- | -------- | ------------- | -------- | --------------- |
| 1st    | 2024年12月4日 | Riffle   |               | TSJT-2   |                 |

### キャラクターソング
| 発売日   | 商品名 | 歌 | 楽曲 | 備考 |
| 2015年   | 2015年 | 2015年 | 2015年 | 2015年 |
| -------- | --- | --- | --- | --- |
| 2月20日  | ALIVE その1 Side.G | Growth | 「ラダ・キアナ」 「My Gloria」 「自由の鳥」 | 『ALIVE』関連曲                                                                                               |
| 5月29日  | ALIVE その2 Side.G | Growth | 「光と海の讃歌」 「悠久のフィリア」 「グレゴリオ」 | 『ALIVE』関連曲                                                                                               |
| 8月28日  | ALIVE その3 Side.G | Growth | 「ハウル」 「黄昏のメロディア」 「Re:born」 | 『ALIVE』関連曲                                                                                               |
| 11月27日 | ALIVE その4 Side.G | Growth | 「Super Nova」 「ルクレシア」 「空想のレトロ」 | 『ALIVE』関連曲                                                                                               |
| 11月18日 | ちいさなプリンセス ソフィア（オリジナルTV・サウンドトラック にほんごうた）                                                                              | トロール（寺島惇太）、ソフィア（菊地ゆうみ） | 「リズムをきざめ」 | テレビアニメ『ちいさなプリンセス ソフィア』関連曲                                                             |
| 2016年   | | | | |
| 4月22日  | ALIVE Growth 花鳥風月「花」編 | Growth | 「FLOW AWAY」 | 『ALIVE』関連曲                                                                                               |
| 4月27日  | 劇場版 KING OF PRISM by PrettyRhythm Song&Soundtrack | 一条シン（寺島惇太）、太刀花ユキノジョウ（斉藤壮馬）、十王院カケル（八代拓）、香賀美タイガ（畠中祐）、西園寺レオ（永塚拓馬）、鷹梁ミナト（五十嵐雅）、涼野ユウ（内田雄馬） | 「ドラマチックLOVE」 | 劇場アニメ『KING OF PRISM by PrettyRhythm』エンディングテーマ                                                 |
| 4月27日  | 劇場版 KING OF PRISM by PrettyRhythm Song&Soundtrack | 一条シン（寺島惇太） with Over The Rainbow | 「Over the Sunshine!」 | 劇場アニメ『KING OF PRISM by PrettyRhythm』挿入歌                                                             |
| 6月24日  | ALIVE Growth 花鳥風月「鳥」編 | Growth | 「不死鳥のネビュラ」 | 『ALIVE』関連曲                                                                                               |
| 7月27日  | THE IDOLM@STER SideM ST@RTING LINE -12 THE 虎牙道 | THE 虎牙道 | 「強く尊き獣たち」 「情熱…FIGHTER」 「DRIVE A LIVE」 | ゲーム『アイドルマスター SideM』関連曲                                                                        |
| 8月26日  | ALIVE Growth 花鳥風月「風」編 | Growth | 「CORONA」 | 『ALIVE』関連曲                                                                                               |
| 8月31日  | KING OF PRISM Music Ready Sparking! | 一条シン（寺島惇太） | 「Sweet Sweet Sweet」 | 劇場アニメ『KING OF PRISM by PrettyRhythm』関連曲                                                             |
| 11月25日 | ALIVE Growth 花鳥風月「月」編 | Growth | 「月影のリフレイン」 | 『ALIVE』関連曲                                                                                               |
| 2017年   | | | | |
| 2月1日   | Beyond The Dream | 315プロダクション所属アイドル | 「Beyond The Dream」 | ゲーム『アイドルマスター SideM』テーマソング                                                                  |
| 2月1日   | Beyond The Dream | 315プロダクション所属アイドル（フィジカル） | 「Beyond The Dream」 | ゲーム『アイドルマスター SideM』テーマソング                                                                  |
| 4月26日  | 劇場版KING OF PRISM -PRIDE the HERO- ユニットプロジェクト シン&カケル                                                                                   | 一条シン（寺島惇太）、十王院カケル（八代拓） | 「VI VA VACANCES!」 | 劇場アニメ『KING OF PRISM -PRIDE the HERO-』関連曲                                                            |
| 6月28日  | A3! First WINTER EP | 冬組 | 「to bloom…」「Don't cry…」 | ゲーム『A3!』関連曲                                                                                           |
| 7月28日  | ALIVE Growth ユニットソングシリーズ「STAR SAIL」 | Growth | 「STAR SAIL」 | 『ALIVE』関連曲                                                                                               |
| 8月25日  | ALIVE 「X Lied」 vol.4 廉・望&衛 | 藤村衛（寺島惇太） | 「リレイズ -Reraise-」 | 『ALIVE』関連曲                                                                                               |
| 9月6日   | THE IDOLM@STER SideM ORIGIN@L PIECES 07 | 大河タケル（寺島惇太） | 「その場所へ行くために -KEEP ON FIGHTING-」 | ゲーム『アイドルマスター SideM』関連曲                                                                        |
| 9月20日  | アニドルカラーズ 7Colors 1stSingle | 7Colors | 「Ride on☆ 7Dream!」 「瞬間Sparkle」 | ゲーム『アニドルカラーズ』関連曲                                                                              |
| 9月20日  | アニドルカラーズ 7Colors & Clarity 1st Single Solo CD（きゃにめ連動購入特典）                                                                           | 朝日悠希（寺島惇太） | 「Ride on☆ 7Dream!」 | ゲーム『アニドルカラーズ』関連曲                                                                              |
| 9月27日  | KING OF PRISM -PRIDE the HERO- Song＆Soundtrack | エーデルローズ新入生 | 「Vivi℃ Heart Session!」 | 劇場アニメ『KING OF PRISM -PRIDE the HERO-』エンディングテーマ                                                |
| 9月27日  | KING OF PRISM -PRIDE the HERO- Song＆Soundtrack | 如月ルヰ（蒼井翔太）、一条シン（寺島惇太） | 「CRAZY GONNA CRAZY」 | 劇場アニメ『KING OF PRISM -PRIDE the HERO-』挿入歌                                                            |
| 9月27日  | KING OF PRISM -PRIDE the HERO- Song＆Soundtrack | 一条シン（寺島惇太） | 「Over the Sunshine!」 | 劇場アニメ『KING OF PRISM -PRIDE the HERO-』挿入歌                                                            |
| 10月27日 | 魔法のキズナ | Growth | 「魔法のキズナ」 | テレビアニメ『TSUKIPRO THE ANIMATION』主題歌                                                                  |
| 11月1日  | A3! Blooming WINTER EP | 鷺島亨［有栖川誉（豊永利行）］、東条志岐［御影密（寺島惇太）］ | 「esの憂鬱」 | ゲーム『A3!』関連曲                                                                                           |
| 11月1日  | A3! Blooming WINTER EP | 御影密（寺島惇太） | 「トロイメライと空白」 | ゲーム『A3!』関連曲                                                                                           |
| 2018年   | | | | |
| 1月26日  | TSUKIPRO THE ANIMATION BD・DVD第2巻特典CD | Growth | 「one day…」 | テレビアニメ『TSUKIPRO THE ANIMATION』エンディングテーマ                                                      |
| 3月21日  | THE IDOLM@STER SideM 3rd ANNIVERSARY DISC 03 彩 & 神速一魂 & THE 虎牙道                                                                                 | THE 虎牙道 | 「RAY OF LIGHT」 | ゲーム『アイドルマスター SideM』関連曲                                                                        |
| 3月21日  | THE IDOLM@STER SideM 3rd ANNIVERSARY DISC 03 彩 & 神速一魂 & THE 虎牙道                                                                                 | 彩、神速一魂、THE 虎牙道 | 「笑顔の祭りにゃ、福来る」 | ゲーム『アイドルマスター SideM』関連曲                                                                        |
| 3月23日  | TSUKIPRO THE ANIMATION BD・DVD第4巻特典CD | Growth | 「パラレル・リネージュ」 | テレビアニメ『TSUKIPRO THE ANIMATION』エンディングテーマ                                                      |
| 3月25日  | THE IDOLM@STER SideM 3rd ANNIVERSARY SOLO COLLECTION 03                                                                                                 | 大河タケル（寺島惇太） | 「RAY OF LIGHT」 | ゲーム『アイドルマスター SideM』関連曲                                                                        |
| 5月18日  | TSUKIPRO THE ANIMATION BD・DVD第6巻特典CD | Growth | 「陽だまりに咲く」 | テレビアニメ『TSUKIPRO THE ANIMATION』エンディングテーマ                                                      |
| 6月6日   | KING OF PRISM RUSH SONG COLLECTION -RED NIGHT VAMPIRE-                                                                                                  | 一条シン（寺島惇太）、香賀美タイガ（畠中祐）、西園寺レオ（永塚拓馬） | 「約束のサジタリウス」 | ゲーム『KING OF PRISM プリズムラッシュ！LIVE』関連曲                                                          |
| 6月15日  | TSUKIPRO THE ANIMATION BD・DVD第7巻特典CD | SOARA、Growth、SolidS、QUELL | 「Dear Dreamer,」 | テレビアニメ『TSUKIPRO THE ANIMATION』エンディングテーマ                                                      |
| 6月29日  | ALIVE Growth RE:START シリーズ1 | 衛藤昂輝（土岐隼一）、藤村衛（寺島惇太） | 「時のはざまに」 | 『ALIVE』関連曲                                                                                               |
| 8月22日  | アイ★チュウ Nice to Meet You! 〜We are MG9!〜 | MG9 | 「Nice to Meet You! 〜We are MG9〜」 「EXTRA SUMMER 〜Guys Be Ambitious!〜」                                                                                | ゲーム『アイ★チュウ』関連曲                                                                                   |
| 10月3日  | THE IDOLM@STER SideM WORLD TRE@SURE 04 | 御手洗翔太（松岡禎丞）、渡辺みのり（高塚智人）、大河タケル（寺島惇太）、兜大吾（浦尾岳大） | 「千客万来ニーハオサァカス！」 「MEET THE WORLD!（CHINA Ver.）」                                                                                            | ゲーム『アイドルマスター SideM LIVE ON ST@GE!』関連曲                                                         |
| 10月17日 | KING OF PRISM RUSH SONG COLLECTION -Sweet Sweet Replies!-                                                                                               | 十王院カケル（八代拓）、一条シン（寺島惇太）、西園寺レオ（永塚拓馬） | 「Sing!New!Shine!」 | ゲーム『KING OF PRISM プリズムラッシュ！LIVE』関連曲                                                          |
| 10月17日 | KING OF PRISM RUSH SONG COLLECTION -Sweet Sweet Replies!-                                                                                               | 鷹梁ミナト（五十嵐雅）、一条シン（寺島惇太） | 「Ride On Sportsman-Ship!」 | ゲーム『KING OF PRISM プリズムラッシュ！LIVE』関連曲                                                          |
| 10月17日 | KING OF PRISM RUSH SONG COLLECTION -Sweet Sweet Replies!-                                                                                               | 一条シン（寺島惇太） | 「ハート♥イロ♥トリドリ〜ム」 | ゲーム『KING OF PRISM プリズムラッシュ！LIVE』関連曲                                                          |
| 10月26日 | ALIVE Growth RE:START シリーズ3 | Growth | 「追憶のネニア」 | 『ALIVE』関連曲                                                                                               |
| 11月7日  | A3! VIVID WINTER EP | 冬組 | 「Precious to us〜僕らの季節〜」 | ゲーム『A3!』関連曲                                                                                           |
| 11月14日 | THE IDOLM@STER SideM WakeMini! MUSIC COLLECTION 01 | 315 STARS（フィジカル Ver.） | 「LET'S GO!!」 | テレビアニメ『アイドルマスター SideM 理由あってMini!』エンディングテーマ                                      |
| 11月23日 | KING OF PRISM Rose Party 2018 アニミュゥモ特典CD | 一条シン（寺島惇太）、太刀花ユキノジョウ（斉藤壮馬）、十王院カケル（八代拓）、香賀美タイガ（畠中祐）、西園寺レオ（永塚拓馬）、鷹梁ミナト（五十嵐雅）、涼野ユウ（内田雄馬）、如月ルヰ（蒼井翔太）、大和アレクサンダー（武内駿輔） | 「ドラマチックLOVE Rose Party 2018 Ver」 | 劇場アニメ『KING OF PRISM by PrettyRhythm』関連曲                                                             |
| 11月28日 | スタレボ☆彡 88星座のアイドル革命 THE BEST「STAR REVOLUTION」Vol.2                                                                                       | Judgement | 「Horoscope」 「One Love」 | ゲーム『スタレボ☆彡 88星座のアイドル革命』関連曲                                                              |
| 12月19日 | KING OF PRISM X'mas Winter Eyes / Happy Happy Birthday!                                                                                                 | 一条シン（寺島惇太）、太刀花ユキノジョウ（斉藤壮馬）、香賀美タイガ（畠中祐）、十王院カケル（八代拓）、鷹梁ミナト（五十嵐雅）、西園寺レオ（永塚拓馬）、涼野ユウ（内田雄馬） | 「Winter Eyes」 「Happy Happy Birthday!」 「ドラマチックLOVE -X'mas version-」                                                                              | ゲーム『KING OF PRISM プリズムラッシュ！LIVE』関連曲                                                          |
| 12月21日 | アニドルカラーズ 7Colors 2nd Single | 7Colors | 「Welcome to Our LAND!」 | ゲーム『アニドルカラーズ』関連曲                                                                              |
| 2019年   | | | | |
| 2月22日  | アイドルマスター SideM ストラグルハート 第1巻特装版オリジナルCD                                                                                         | THE 虎牙道 | 「スマイル・エンゲージ」 | 漫画『アイドルマスター SideM ストラグルハート』関連曲                                                         |
| 2月22日  | ALIVE Growth RE:START シリーズ5 | 八重樫剣介（山谷祥生）、藤村衛（寺島惇太） | 「名も無き星たち」 | 『ALIVE』関連曲                                                                                               |
| 3月13日  | KING OF PRISM RUSH SONG COLLECTION -STAR MASQUERADE- | エーデルローズ新入生 | 「ドラマチックLOVE Thanks 1st anniversary REMIX」 | ゲーム『KING OF PRISM プリズムラッシュ！LIVE』関連曲                                                          |
| 3月15日  | THE IDOLM@STER SideM WakeMini! SOLO COLLECTION 01 PHYSICAL Ver.                                                                                         | 大河タケル（寺島惇太） | 「LET'S GO!!」 | テレビアニメ『アイドルマスター SideM 理由あってMini!』関連曲                                                  |
| 4月3日   | パパだって、したい Blu-ray&DVD コミックフェスタアニメショップ限定特典主題歌CD                                                                           | 阿澄皇哉（山中真尋）、成瀬圭壱（寺島惇太） | 「Home Sweet Home」 | テレビアニメ『パパだって、したい』主題歌                                                                      |
| 4月24日  | Shiny Seven Stars!/366LOVEダイアリー | 一条シン（寺島惇太）、太刀花ユキノジョウ（斉藤壮馬）、香賀美タイガ（畠中祐）、十王院カケル（八代拓）、鷹梁ミナト（五十嵐雅）、西園寺レオ（永塚拓馬）、涼野ユウ（内田雄馬） | 「Shiny Seven Stars!」 | テレビアニメ『KING OF PRISM -Shiny Seven Stars-』オープニングテーマ                                           |
| 4月24日  | Shiny Seven Stars!/366LOVEダイアリー | 一条シン（寺島惇太）、太刀花ユキノジョウ（斉藤壮馬）、香賀美タイガ（畠中祐）、十王院カケル（八代拓）、鷹梁ミナト（五十嵐雅）、西園寺レオ（永塚拓馬）、涼野ユウ（内田雄馬） | 「366LOVEダイアリー」 | 劇場アニメ『KING OF PRISM -Shiny Seven Stars-』エンディングテーマ                                             |
| 5月10日  | THE IDOLM@STER SideM 4th ANNIVERSARY DISC「LIVE in your SMILE / DREAM JOURNEY」                                                                         | Altessimo、W、FRAME、彩、神速一魂、S.E.M、THE 虎牙道、Legenders | 「LIVE in your SMILE」 | ゲーム『アイドルマスター SideM』関連曲                                                                        |
| 5月31日  | ALIVE Growth RE:START シリーズ6 | Growth | 「運命のペンデュラム」 | 『ALIVE』関連曲                                                                                               |
| 7月24日  | A3! BRIGHT WINTER EP | リアム［御影密（寺島惇太）］、ノーマン［雪白東（柿原徹也）］ | 「PLASTIC POKER」 | ゲーム『A3!』関連曲                                                                                           |
| 7月24日  | A3! BRIGHT WINTER EP | 冬組 | 「Ever☆Blooming!」 | ゲーム『A3!』関連曲                                                                                           |
| 8月7日   | KING OF PRISM -Shiny Seven Stars- マイソングシングルシリーズ 一条シン                                                                                   | 一条シン（寺島惇太） | 「プラトニックソード」 | テレビアニメ『KING OF PRISM -Shiny Seven Stars-』関連曲                                                       |
| 8月7日   | KING OF PRISM -Shiny Seven Stars- マイソングシングルシリーズ 一条シン                                                                                   | 一条シン（寺島惇太） | 「BRAND NEW TOMORROW」 | テレビアニメ『KING OF PRISM -Shiny Seven Stars-』エンディングテーマ                                           |
| 8月7日   | KING OF PRISM -Shiny Seven Stars- マイソングシングルシリーズ 一条シン・太刀花ユキノジョウ・香賀美タイガ・十王院カケル・鷹梁ミナト・西園寺レオ・涼野ユウ | 一条シン（寺島惇太）、太刀花ユキノジョウ（斉藤壮馬）、香賀美タイガ（畠中祐）、十王院カケル（八代拓）、鷹梁ミナト（五十嵐雅）、西園寺レオ（永塚拓馬）、涼野ユウ（内田雄馬） | 「ナナイロノチカイ! -Brilliant oath-」 | テレビアニメ『KING OF PRISM -Shiny Seven Stars-』挿入歌                                                       |
| 8月7日   | KING OF PRISM -Shiny Seven Stars- マイソングシングルシリーズ 一条シン・太刀花ユキノジョウ・香賀美タイガ・十王院カケル・鷹梁ミナト・西園寺レオ・涼野ユウ | 一条シン（寺島惇太）、太刀花ユキノジョウ（斉藤壮馬）、香賀美タイガ（畠中祐）、十王院カケル（八代拓）、鷹梁ミナト（五十嵐雅）、西園寺レオ（永塚拓馬）、涼野ユウ（内田雄馬） | 「BOY MEETS GIRL」 | テレビアニメ『KING OF PRISM -Shiny Seven Stars-』エンディングテーマ                                           |
| 9月27日  | KING OF PRISM -Shiny Seven Stars- BD / DVD 全巻購入特典「PRISM COVERS COLLECTION -アニメイト盤-」                                                       | 一条シン（寺島惇太）、如月ルヰ（蒼井翔太） | 「Silent Promise」 | テレビアニメ『KING OF PRISM -Shiny Seven Stars-』関連曲                                                       |
| 10月9日  | KING OF PRISM -Shiny Seven Stars- Song&Soundtrack | 一条シン（寺島惇太）、シャイン（斎賀みつき） | 「プラトニックソード」 | テレビアニメ『KING OF PRISM -Shiny Seven Stars-』挿入歌                                                       |
| 12月18日 | THE IDOLM@STER SideM 5th ANNIVERSARY DISC 01 PRIDE STAR                                                                                                 | 315 ALLSTARS | 「PRIDE STAR」 「DRIVE A LIVE」 「Reason!!」 「GLORIOUS RO@D」                                                                                              | ゲーム『アイドルマスター SideM』関連曲                                                                        |
| 12月18日 | A3! MIX SEASONS LP | ホームズ［御影密（寺島惇太）］、モリアーティ［卯木千景（羽多野渉）］ | 「SCARLET GAME」 | ゲーム『A3!』関連曲                                                                                           |
| 2020年   | | | | |
| 1月22日  | KING OF PRISM -Shiny Seven Stars- マイソングシングルシリーズ ダイスキリフレイン/ドラマチックLOVE                                                        | 一条シン（寺島惇太） | 「ダイスキリフレイン」 | 劇場アニメ『KING OF PRISM ALL STARS -プリズムショー☆ベストテン-』挿入歌                                       |
| 1月22日  | KING OF PRISM -Shiny Seven Stars- マイソングシングルシリーズ ダイスキリフレイン/ドラマチックLOVE                                                        | 一条シン（寺島惇太） | 「ドラマチックLOVE」 | 『KING OF PRISM』関連曲                                                                                       |
| 1月24日  | ALIVE「CARDS」シリーズ2巻 Growth「DIAMOND」 | Growth | 「HOPE DIAMOND」 「憧憬のマテリア」 | 『ALIVE』関連曲                                                                                               |
| 2月12日  | Paradox Live Opening Show | The Cat's Whiskers | 「MASTER OF MUSIC」 | 『Paradox Live』関連曲                                                                                        |
| 2月19日  | 犬生は一度きり | 伊達組 | 「エターナルずんだ、えだまめフォーエバー」 | テレビアニメ『織田シナモン信長』挿入歌                                                                        |
| 3月6日   | THE IDOLM@STER SideM 5th ANNIVERSARY UNIT COLLECTION -PRIDE STAR-                                                                                       | THE 虎牙道 | 「PRIDE STAR」 | ゲーム『アイドルマスター SideM』関連曲                                                                        |
| 3月25日  | LOVEグラフィティ | SePTENTRION | 「LOVEグラフィティ」 | 劇場アニメ『KING OF PRISM ALL STARS -プリズムショー☆ベストテン-』主題歌                                       |
| 3月25日  | LOVEグラフィティ | KING OF PRISM ALL STARS | 「ドラマチックLOVE -ALLSTARS THANKS ver.-」 | 劇場アニメ『KING OF PRISM ALL STARS -プリズムショー☆ベストテン-』関連曲                                       |
| 5月8日   | Paradox Live Stage Battle "JUSTICE" | The Cat's Whiskers | 「Faith」 | 『Paradox Live』関連曲                                                                                        |
| 7月29日  | Paradox Live Stage Battle "PRIDE" | The Cat's Whiskers | 「4 REAL」 | 『Paradox Live』関連曲                                                                                        |
| 8月5日   | THE IDOLM@STER SideM 5th ANNIVERSARY DISC 06 Jupiter&Beit&THE 虎牙道                                                                                    | THE 虎牙道 | 「PROOF OF ONESELF」 | ゲーム『アイドルマスター SideM』関連曲                                                                        |
| 8月5日   | THE IDOLM@STER SideM 5th ANNIVERSARY DISC 06 Jupiter&Beit&THE 虎牙道                                                                                    | Jupiter、Beit、THE 虎牙道 | 「いつかのトライアングル」 | ゲーム『アイドルマスター SideM』関連曲                                                                        |
| 8月26日  | THE IDOLM@STER SideM 5th ANNIVERSARY SOLO COLLECTION 05                                                                                                 | 大河タケル（寺島惇太） | 「PROOF OF ONESELF」 | ゲーム『アイドルマスター SideM』関連曲                                                                        |
| 8月28日  | Dear Dreamer, ver.Growth | Growth | 「Dear Dreamer,」 | テレビアニメ『TSUKIPRO THE ANIMATION』関連曲                                                                  |
| 10月7日  | THE IDOLM@STER SideM NEW STAGE EPISODE:02 THE 虎牙道 | THE 虎牙道 | 「Hungry?」 「NEXT STAGE!」 | ゲーム『アイドルマスター SideM』関連曲                                                                        |
| 10月21日 | ビーストクロニクル 〜Risin' Soul〜 | 大河タケル（寺島惇太）、古論クリス（駒田航）、秋山隼人（千葉翔也）、橘志狼（古畑恵介）、舞田類（榎木淳弥）、兜大吾（浦尾岳大） | 「Braver Beat」 | ゲーム『アイドルマスター SideM』関連曲                                                                        |
| 11月25日 | ZERO LIMIT/Thawing | 冬組 | 「Thawing」 | テレビアニメ『A3!』エンディングテーマ                                                                         |
| 11月25日 | Paradox Live Exhibition Show | The Cat's Whiskers | 「Life Is Beautiful」 | 『Paradox Live』関連曲                                                                                        |
| 11月25日 | Paradox Live Exhibition Show -The Cat's Whiskers- | The Cat's Whiskers feat. ミッチェル和馬 | 「My Sweetest Love」 | 『Paradox Live』関連曲                                                                                        |
| 12月25日 | 幕末Rock虚魂 ドラマCD 第1幕・第2幕連動購入特典超絶特典CD「黄泉歌聖」                                                                                    | 黄泉歌聖 | 「Into The Afterworld」 | ドラマCD『幕末Rock虚魂』関連曲                                                                                |
| 2021年   | | | | |
| 1月8日   | KING OF PRISM BEST ALBUM "Music Goes On!" | 一条シン（寺島惇太）、天下左京（福西勝也）、天下右京（猪股慧士）、レヴォントゥレット・ニッカネン（宮瀬尚也） | 「煌めきの彼方へ 〜エーデルローズ校歌〜」 | ゲーム『KING OF PRISM プリズムラッシュ！LIVE』関連曲                                                          |
| 1月8日   | KING OF PRISM BEST ALBUM "Music Goes On!" | 一条シン（寺島惇太） | 「Happy Happy Birthday!」 | ゲーム『KING OF PRISM プリズムラッシュ！LIVE』関連曲                                                          |
| 1月8日   | KING OF PRISM BEST ALBUM "Music Goes On!" | Edel Rose Stars | 「BOY MEETS GIRL」 | 『KING OF PRISM』関連曲                                                                                       |
| 1月27日  | Paradox Live Stage Battle "LOVE" | The Cat's Whiskers | 「Mercy On Me」 | 『Paradox Live』関連曲                                                                                        |
| 2月7日   | THE IDOLM@STER SideM UNIT COLLECTION -MEET THE WORLD!-                                                                                                  | 315 ALLSTARS | 「MEET THE WORLD!」 | ゲーム『アイドルマスター SideM』関連曲                                                                        |
| 2月7日   | THE IDOLM@STER SideM UNIT COLLECTION -MEET THE WORLD!-                                                                                                  | THE 虎牙道 | 「MEET THE WORLD!」 | ゲーム『アイドルマスター SideM』関連曲                                                                        |
| 2月26日  | Bremen -Departure- | 椛島奏人（寺島惇太） | 「あてのない旅」 | 『Bremen』関連曲                                                                                              |
| 3月12日  | ENLIGHTRIBE Side.ESMERALDA -The ignition- | ESMERALDA［双葉城瑛利（寺島惇太）］ | 「Gleam」 「Liberation」 | 『ENLIGHTRIBE』関連曲                                                                                         |
| 3月25日  | GOALOUS5 MISSION：GO5 ボイスドラマ Vol.01 「学園ヲ声福セヨ！」                                                                                          | 黄島朝陽（寺島惇太）、白鷹光牙（仲村宗悟）、深海青斗（熊谷健太郎）、緑埜樹（小松昌平）、ロイ（深町寿成） | 「HERE WE GO!」 | 『MISSION：GO5』関連曲                                                                                        |
| 3月31日  | Paradox Live 1st album "TRAP" | The Cat's Whiskers | 「One Shot One Kill」 | 『Paradox Live』関連曲                                                                                        |
| 3月31日  | Paradox Live 1st album "TRAP" | BAE、The Cat's Whiskers、cozmez、悪漢奴等 | 「Rap Guerrilla -Paradox Live All ARTISTS-」 | 『Paradox Live』関連曲                                                                                        |
| 7月9日   | 自由の旅路 | Growth | 「自由の旅路」 | テレビアニメ『TSUKIPRO THE ANIMATION 2』主題歌                                                                |
| 9月29日  | THE IDOLM@STER SideM GROWING SIGN@L 01 Growing Smiles!                                                                                                  | 315 ALLSTARS | 「Growing Smiles!」 「DRIVE A LIVE」 「Beyond The Dream」 「NEXT STAGE!」                                                                                   | ゲーム『アイドルマスター SideM GROWING STARS』関連曲                                                          |
| 9月29日  | Paradox Live Shuffle Team Show vol.1 | 屋上のトモダチ | 「Rooftop」 | 『Paradox Live』関連曲                                                                                        |
| 10月8日  | ENLIGHTRIBE Side.ESMERALDA -The BRILLIANCE- | ESMERALDA | 「El Dorado」 「Radiance」 | 『ENLIGHTRIBE』関連曲                                                                                         |
| 10月13日 | 僕×君チェックメイト | Gambét | 「僕×君チェックメイト」 「STAYBACK」 | 『ギャンドル』関連曲                                                                                          |
| 10月27日 | Paradox Live Shuffle Team Show vol.2 | 北斎 with あかんキャッツら | 「CHILLIN'」 | 『Paradox Live』関連曲                                                                                        |
| 11月1日  | GOALOUS5 MISSION：GO5 ボイスドラマ Vol.02 「夜ノ街ヲ声福セヨ！」                                                                                        | 黄島朝陽 （寺島惇太）、白鷹光牙（仲村宗悟）、深海青斗 （熊谷健太郎）、緑埜樹 （小松昌平）、ロイ（深町寿成） | 「GOALOUS NIGHT」 | 『MISSION：GO5』関連曲                                                                                        |
| 11月26日 | TSUKIPRO THE ANIMATION2 BD・DVD第1巻特典CD | Growth | 「衛星のシルヴィス」 | テレビアニメ『TSUKIPRO THE ANIMATION2』エンディングテーマ                                                     |
| 12月8日  | STATION IDOL LATCH! 04 | a/maze | 「世界一憂鬱な王子」 | 『STATION IDOL LATCH!』関連曲                                                                                 |
| 2022年   | | | | |
| 1月8日   | THE IDOLM@STER SideM UNIT COLLECTION -Growing Smiles!-                                                                                                  | THE 虎牙道 | 「Growing Smiles!」 | ゲーム『アイドルマスター SideM GROWING STARS』関連曲                                                          |
| 1月19日  | A3! FULL BLOOMING LP | MANKAIカンパニー | 「遠い宇宙に花束を」 | ゲーム『A3!』関連曲                                                                                           |
| 1月19日  | A3! FULL BLOOMING LP | MANKAIカンパニー | 「Ever☆Blooming!」 | ゲーム『A3!』関連曲                                                                                           |
| 2月25日  | TSUKIPRO THE ANIMATION2 BD・DVD第4巻特典CD | 衛藤昂輝（土岐隼一）、藤村衛（寺島惇太）、久我壱星（仲村宗悟）、久我壱流（野上翔） | 「月野夏夢祭」 | テレビアニメ『TSUKIPRO THE ANIMATION2』エンディングテーマ                                                     |
| 2月25日  | TSUKIPRO THE ANIMATION2 BD・DVD第4巻特典CD | Growth | 「忘れかけたもの」 | テレビアニメ『TSUKIPRO THE ANIMATION2』エンディングテーマ                                                     |
| 3月12日  | THE IDOLM@STER SideM PASSION@TE FORMATION -PHYSICAL- | 315 STARS（フィジカルVer.） | 「RED HOT BEAT!!」 | ゲーム『アイドルマスター SideM GROWING STARS』関連曲                                                          |
| 3月12日  | THE IDOLM@STER SideM PASSION@TE FORMATION -PHYSICAL- | 大河タケル（寺島惇太） | 「RED HOT BEAT!!」 | ゲーム『アイドルマスター SideM GROWING STARS』関連曲                                                          |
| 3月15日  | A3! SUNNY WINTER | 御影密（寺島惇太） | 「ナハトムジクと白月」 | ゲーム『A3!』関連曲                                                                                           |
| 3月25日  | Awake | 椛島奏人（寺島惇太） | 「Awake」 「a book」 | 『Bremen』関連曲                                                                                              |
| 3月25日  | ALIVE「Neo X Lied」vol.4 廉・望&衛 | 宗像廉（村田太志）、七瀬望（沢城千春）、藤村衛（寺島惇太） | 「輝ける明日へ」 | 『ALIVE』関連曲                                                                                               |
| 4月29日  | TSUKIPRO THE ANIMATION2 BD・DVD第6巻特典CD | 大原空（豊永利行）、藤村衛（寺島惇太）、篁志季（江口拓也）、和泉柊羽（武内駿輔） | 「Element」 | テレビアニメ『TSUKIPRO THE ANIMATION2』エンディングテーマ                                                     |
| 6月2日   | ENLIGHTRIBE キャラクターソングvol.1 双葉城 瑛利 | 双葉城瑛利（寺島惇太） | 「Flawless」 | 『ENLIGHTRIBE』関連曲                                                                                         |
| 6月24日  | ALIVE「CARDS」シリーズ4巻 | Growth | 「Knight Quartet」「ファルシオン」 | 『ALIVE』関連曲                                                                                               |
| 6月29日  | トキメキッスLOVE | Gambét | 「トキメキッスLOVE」 「Broken Amps」 | 『GAMDOL』関連曲                                                                                              |
| 7月6日   | THE IDOLM@STER SideM GROWING SIGN@L 09 THE 虎牙道 | THE 虎牙道 | 「K.now O.nly」 「CATCH ME IF YOU CAN」 | ゲーム『アイドルマスター SideM GROWING STARS』関連曲                                                          |
| 7月26日  | Paradox Live -Road to Legend- Round1 "FATE" | The Cat's Whiskers | 「Shooting Arrows」 | 『Paradox Live』関連曲                                                                                        |
| 8月6日   | Goodness channel | 朝日悠希（寺島惇太）、土岐結人（土岐隼一） | 「Goodness channel」 | 『アニドル』関連曲                                                                                            |
| 9月23日  | GOALOUS5 MISSION：GO5 ボイスドラマ Vol.03 「好敵手ニ勝利セヨ！」                                                                                        | 黄島朝陽 （寺島惇太）、白鷹光牙（仲村宗悟）、深海青斗 （熊谷健太郎）、緑埜樹 （小松昌平）、ロイ（深町寿成） | 「Ultimate Five！」 | 『MISSION：GO5』関連曲                                                                                        |
| 9月30日  | 神クズ☆アイドル BD 第1巻 特典CD | ZINGS feat.一条シン（寺島惇太） | 「PRISM☆IDOL」 | テレビアニメ『神クズ☆アイドル』関連曲                                                                         |
| 11月23日 | THE IDOLM@STER SideM 49 ELEMENTS 06 THE 虎牙道 | THE 虎牙道 | 「Reflection BREAKERS」 | ゲーム『アイドルマスター SideM GROWING STARS』関連曲                                                          |
| 11月23日 | THE IDOLM@STER SideM 49 ELEMENTS 06 THE 虎牙道 | 大河タケル（寺島惇太） | 「Resolution」 | ゲーム『アイドルマスター SideM GROWING STARS』関連曲                                                          |
| 11月30日 | ENLIGHTRIBE Side.ESMERALDA -THE FACT- | ESMERALDA | 「Re:BUILD」 | 『ENLIGHTRIBE』関連曲                                                                                         |
| 12月3日  | THE IDOLM@STER SideM GROWING SIGN@L SOLO COLLECTION 02                                                                                                  | 大河タケル（寺島惇太） | 「K.now O.nly」 | ゲーム『アイドルマスター SideM GROWING STARS』関連曲                                                          |
| 12月21日 | THE IDOLM@STER SideM GROWING SIGN@L 15 Take a StuMp! | 315 ALLSTARS | 「Take a StuMp!」 | ゲーム『アイドルマスター SideM GROWING STARS』関連曲                                                          |
| 2023年   | | | | |
| 2月11日  | THE IDOLM@STER SideM UNIT COLLECTION -Take a StuMp!- | THE 虎牙道 | 「Take a StuMp!」 | ゲーム『アイドルマスター SideM GROWING STARS』関連曲                                                          |
| 3月11日  | 幻想のUtopia/安寧のDystopia | ピエール（堀江瞬）、蒼井悠介（菊池勇成）、蒼井享介（山谷祥生）、握野英雄（熊谷健太郎）、木村龍（濱健人）、秋山隼人（千葉翔也）、冬美旬（永塚拓馬）、榊夏来（渡辺紘）、若里春名（白井悠介）、紅井朱雀（益山武明）、東雲荘一郎（天﨑滉平）、アスラン＝ベルゼビュートII世（古川慎）、岡村直央（矢野奨吾）、硲道夫（伊東健人）、大河タケル（寺島惇太）、牙崎漣（小松昌平）、天峰秀（伊瀬結陸）、花園百々人（宮﨑雅也）、眉見鋭心（大塚剛央） | 「幻想のUtopia」 | 舞台『THE IDOLM@STER SideM PASSIONABLE READING SHOW -超常事変〜対立スル正義〜-』オープニングテーマ            |
| 3月31日  | 『Best Wishes,』 ver.Growth | Growth | 「Best Wishes,」 | テレビアニメ『TSUKIPRO THE ANIMATION2』関連曲                                                                 |
| 4月12日  | A3! 冬組第九回公演曲「Bouquet」 | 東風牡丹［御影密（寺島惇太）］、冬野水仙［月岡紬（田丸篤志）］ | 「Bouquet」 | ゲーム『A3!』関連曲                                                                                           |
| 4月26日  | Paradox Live -Road to Legend- Round2 "WILL" | The Cat's Whiskers | 「No Matter What」 | 『Paradox Live』関連曲                                                                                        |
| 5月24日  | 綺麗だ | 斑目ジュナ［テティス］（寺島惇太） | 「綺麗だ」 | 『Arcanamusica』関連曲                                                                                        |
| 8月22日  | Going My LATCH! | STATION IDOL LATCH! | 「Going My LATCH!」 | 『STATION IDOL LATCH!』関連曲                                                                                 |
| 8月24日  | 歌経結集 〜Sing-Track_#01 "Satori"〜 | レペゼン悟 | 「終わらない旅路」 | 『曼荼羅イブ』関連曲                                                                                          |
| 8月24日  | 歌経結集 〜Sing-Track_#01 "Satori"〜 | 栄西浪（寺島惇太） | 「晴れ時々涙」 | 『曼荼羅イブ』関連曲                                                                                          |
| 8月24日  | 歌経結集 〜Sing-Track_#01 "Satori"〜 | レペゼン悟&レペゼン空 | 「GOT‐SHOW WA!」 | 『曼荼羅イブ』関連曲                                                                                          |
| 8月24日  | 歌経結集 ～Sing-Track_#02 “Ku”～ | レペゼン悟&レペゼン空 | 「流転する宇宙と輪廻の果てさえも超えてまた会いたいから」 | 『曼荼羅イブ』関連曲                                                                                          |
| 8月29日  | MISSION：GO5 ボイスドラマ Vol.04 「江戸ノ町ヲ声福セヨ！」                                                                                               | 黄島朝陽 （寺島惇太）、白鷹光牙（仲村宗悟）、深海青斗 （熊谷健太郎）、緑埜樹 （小松昌平）、ロイ（深町寿成） | 「伍色ノ華」 | 『MISSION：GO5』関連曲                                                                                        |
| 10月28日 | THE IDOLM@STER SideM 8th STAGE THEME SONG「Hands & Claps!」                                                                                             | 315 ALLSTARS | 「Hands & Claps!」 | ライブイベント『THE IDOLM@STER SideM 8th STAGE 〜ALL H@NDS TOGETHER〜』テーマソング                           |
| 10月28日 | THE IDOLM@STER SideM 8th STAGE THEME SONG「Hands & Claps!」                                                                                             | 315 STARS（フィジカルVer.） | 「Hands & Claps!」 | ライブイベント『THE IDOLM@STER SideM 8th STAGE 〜ALL H@NDS TOGETHER〜』テーマソング                           |
| 11月22日 | Paradox Live THE ANIMATION Opening Track「RISE UP」 | BAE、The Cat's Whiskers、cozmez、悪漢奴等 | 「RISE UP」 | テレビアニメ『Paradox Live THE ANIMATION』関連曲                                                              |
| 11月24日 | ALIVE「あの頃の僕らは」シリーズ・藤村衛「ひとつなぎの物語」                                                                                             | 藤村衛（寺島惇太） | 「ひとつなぎの物語」 | 『ALIVE』関連曲                                                                                               |
| 12月1日  | A3! 冬組第十回公園曲「STRAIGHT, NO CHASER」 | ウイズ［ガイ（日野聡）］、ジン［御影密（寺島惇太）］ | 「STRAIGHT, NO CHASER」 | ゲーム『A3!』関連曲                                                                                           |
| 12月6日  | Paradox Live THE ANIMATION Ending Track「Every Day Every Night」                                                                                        | 屋上のトモダチ | 「Fadeaway」 | テレビアニメ『Paradox Live THE ANIMATION』関連曲                                                              |
| 2024年   | | | | |
| 1月17日  | THE FIRST TRAIN 〜所作よし！〜 | a/maze | 「Mystery of Destiny」 | 『STATION IDOL LATCH!』関連曲                                                                                 |
| 1月17日  | THE FIRST TRAIN 〜声よし！〜 | 山手1区：スマート | 「Disabuse」 | 『STATION IDOL LATCH!』関連曲                                                                                 |
| 2月28日  | ENLIGHTRIBE -Dispersion- | FAM、SHIFTYz、ESMERALDA | 「Break the Border」 | 『ENLIGHTRIBE』関連曲                                                                                         |
| 3月27日  | THE IDOLM@STER SideM CIRCLE OF DELIGHT 08 THE 虎牙道 | THE 虎牙道 | 「宵闇のイリュージョン」 「究極…FIGHTING」 | 『アイドルマスター SideM』関連曲                                                                              |
| 3月27日  | Paradox Live 3rd album "ANTHEM" | The Cat's Whiskers | 「Get It Back」 | 『Paradox Live』関連曲                                                                                        |
| 4月3日   | A3! Spotlight | 月下の影［エイプリル（羽多野渉）、ディセンバー（寺島惇太）、オーガスト（森嶋秀太）］ | 「Under the Moon」 | ゲーム『A3!』関連曲                                                                                           |
| 7月3日   | 18TRIP 'HAMA Nice Trip' -Ev3ns- | Ev3ns | 「Scarlet Scars」 | ゲーム『18TRIP』オープニングテーマ                                                                            |
| 7月10日  | 18TRIP 'HAMA Nice Trip' -Ev3ns- | Ev3ns | 「Ex-Emo」 | ゲーム『18TRIP』エンディングテーマ                                                                            |
| 7月13日  | THE IDOLM@STER SideM 9th STAGE THEME SONG「Gather Round!」                                                                                              | 315 ALLSTARS | 「Gather Round!」 | ライブイベント『THE IDOLM@STER SideM 9th STAGE ～MIR＠-CIRCLE CRESCENDO～』テーマソング                       |
| 7月13日  | THE IDOLM@STER SideM 9th STAGE THEME SONG「Gather Round!」                                                                                              | 315 STARS（フィジカルVer.） | 「Gather Round!」 | ライブイベント『THE IDOLM@STER SideM 9th STAGE ～MIR＠-CIRCLE CRESCENDO～』テーマソング                       |
| 7月26日  | 曼荼羅イブ 歌経結集～Sing-Track_#03 "O-SHI-E"～ | 栄西浪（寺島惇太） | 「仏の顔は三時にて」 | 『曼荼羅イブ』関連曲                                                                                          |
| 7月31日  | 18TRIP 'グッドラック' | HAMAツアーズ | 「Shall we travel?」 | ゲーム『18TRIP』エンディングテーマ                                                                            |
| 8月7日   | THE IDOLM@STER SideM F@NTASTIC COMBINATION 〜HEARTMAKER!!!!〜 -BELIEVER'S MATCH- THE 虎牙道                                                             | W、THE 虎牙道 | 「vs.BELIEVERS」 | ライブイベント『THE IDOLM@STER SideM F@NTASTIC COMBINATION 〜HEARTMAKER!!!!〜』関連曲                         |
| 8月7日   | THE IDOLM@STER SideM F@NTASTIC COMBINATION 〜HEARTMAKER!!!!〜 -BELIEVER'S MATCH- THE 虎牙道                                                             | THE 虎牙道 | 「YELL OF DELIGHT」 | ライブイベント『THE IDOLM@STER SideM F@NTASTIC COMBINATION 〜HEARTMAKER!!!!〜』関連曲                         |
| 8月7日   | THE IDOLM@STER SideM F@NTASTIC COMBINATION 〜HEARTMAKER!!!!〜 -BELIEVER'S MATCH- THE 虎牙道                                                             | Beit、神速一魂、W、THE 虎牙道 | 「Beyond the Dream（HEARTMAKER!!!! Ver.）」 | ライブイベント『THE IDOLM@STER SideM F@NTASTIC COMBINATION 〜HEARTMAKER!!!!〜』関連曲                         |
| 8月7日   | THE IDOLM@STER SideM F@NTASTIC COMBINATION 〜HEARTMAKER!!!!〜 -BELIEVER'S MATCH- W                                                                      | Beit、神速一魂、W、THE 虎牙道 | 「DRIVE A LIVE（HEARTMAKER!!!! Ver.）」 | ライブイベント『THE IDOLM@STER SideM F@NTASTIC COMBINATION 〜HEARTMAKER!!!!〜』関連曲                         |
| 8月19日  | ブレイクマイケース パーソナルソング・コンピレーション Vol.2                                                                                             | 環野揺（寺島惇太） | 「tiny steady」 | ゲーム「ブレイクマイケース」関連曲                                                                            |
| 9月18日  | KING OF PRISM -Dramatic PRISM.1-「We are SePTENTRION!!!!!!!」                                                                                           | SePTENTRION | 「LINK WORLD」 | 劇場アニメ『KING OF PRISM -Dramatic PRISM.1-』主題歌                                                          |
| 10月14日 | Awesome LATCH! | 山手線代表LATCH | 「Awesome LATCH!」 | 『STATION IDOL LATCH!』関連曲                                                                                 |
| 10月23日 | Paradox Live Opening Show -Battle of Unity- Unit A | The Cat's Whiskers | 「TIME 4 GAME」 | 『Paradox Live』関連曲                                                                                        |
| 10月25日 | ALIVE「あの頃の僕らは」シリーズ・Growth「新約ラダ・キアナ／旅立ちの朝風」                                                                               | Growth | 「新約ラダ・キアナ」 | 『ALIVE』関連曲                                                                                               |
| 10月25日 | ALIVE「あの頃の僕らは」シリーズ・Growth「新約ラダ・キアナ／旅立ちの朝風」                                                                               | Growth | 「旅立ちの朝風」 | 『ALIVE』関連曲                                                                                               |
| 11月6日  | A3! ACT4! -Winter- EP | 冬組 | 「むつのはな」 | ゲーム『A3!』関連曲                                                                                           |
| 12月24日 | 『LIGARREN』シリーズ1stシーズン／ドラマCD【LEGAIO】Vol.1『繋がるピース』                                                                                | LEGAIO | 「ADVERSITY」 | 『ハレオト』関連曲                                                                                            |
| 12月24日 | 『LIGARREN』シリーズ1stシーズン／ドラマCD【LEGAIO】Vol.1『繋がるピース』                                                                                | LEGAIO | 「Always Victory」 | 『ハレオト』関連曲                                                                                            |
| 12月24日 | 『LIGARREN』シリーズ1stシーズン／ドラマCD【LEGAIO】Vol.1『繋がるピース』                                                                                | LEGAIO | 「Hush」 | 『ハレオト』関連曲                                                                                            |
| 2025年   | | | | |
| 2月8日   | THE IDOLM@STER SideM CIRCLE OF DELIGHT SOLO COLLECTION 02                                                                                               | 大河タケル（寺島惇太） | 「宵闇のイリュージョン]」 | 『アイドルマスターSideM』関連曲                                                                               |
| 2月11日  | 『LIGARREN』シリーズ1stシーズン／ドラマCD【LEGAIO】Vol.2『挑戦者たち』                                                                                  | LEGAIO | 「トオボエ」 | 『ハレオト』関連曲                                                                                            |
| 3月19日  | 18TRIP Omotenashi Duet! #03 -EP- | 夏焼千弥（梅田修一朗）、木ノ内太緒（寺島惇太） | 「ピンパンチューン」 | ゲーム『18TRIP』関連曲                                                                                        |
| 3月26日  | Paradox Live -Battle of Unity- Round2 "KARMA" | The Cat's Whiskers | 「BLUE FLAME」 | 『Paradox Live』関連曲                                                                                        |
| 3月27日  | ハイテンション☆暗記SHOW | きつね（ChumuNote）、おかめ（寺島惇太）、ひょっとこ（住谷哲栄） | 「ハイテンション☆暗記SHOW」 | ゲーム『太鼓の達人』関連曲                                                                                    |
| 4月16日  | THE IDOLM@STER SideM 10th ANNIVERSARY P@SSION 13 | THE 虎牙道 | 「SUPERNOVA」 | 『アイドルマスターSideM』関連曲                                                                               |
| 4月16日  | THE IDOLM@STER SideM 10th ANNIVERSARY P@SSION 13 | THE 虎牙道 | 「Miraculous White Day」 | 『アイドルマスターSideM』関連曲                                                                               |
| 6月11日  | THE IDOLM@STER SideM 10th ANNIVERSARY P@SSION 17 SUPREME STARS !!!                                                                                      | 315 ALLSTARS | 「SUPREME STARS !!!」 | 『アイドルマスターSideM』関連曲                                                                               |
| 6月11日  | THE IDOLM@STER SideM 10th ANNIVERSARY P@SSION 17 SUPREME STARS !!!                                                                                      | 315 STARS（フィジカルVer.） | 「SUPREME STARS !!!」 | 『アイドルマスターSideM』関連曲                                                                               |
| 7月28日  | ドラマチックLOVE -キンパラ Special Session ver.- | 一条シン（寺島惇太）、香賀美タイガ（畠中祐）、十王院カケル（八代拓）、鷹梁ミナト（五十嵐雅）、朱雀野アレン（梶原岳人）、矢戸乃上珂波汰（小林裕介）、大和憧吾（中島ヨシキ）、犬飼憂人（古川慎） | 「ドラマチックLOVE -キンパラ Special Session ver.-」 | 劇場アニメ『KING OF PRISM-Your Endless Call-み〜んなきらめけ!プリズム☆ツアーズ』関連曲 『Paradox Live』関連曲 |
| 8月20日  | 『KING OF PRISM-Your Endless Call-み〜んなきらめけ！プリズム☆ツアーズ』Song Collection                                                                  | SePTENTRION、WITH | 「BOY MEETS GIRL -SePTENTRION＆WITH ver.-」 | 劇場アニメ『KING OF PRISM-Your Endless Call-み〜んなきらめけ!プリズム☆ツアーズ』挿入歌                        |
| 8月20日  | KING OF PRISM『ラブパラ! -Endless Love,Love-/Sparkling Days』                                                                                           | SePTENTRION | 「ラブパラ! -Endless Love,Love-」 | 劇場アニメ『KING OF PRISM-Your Endless Call-み〜んなきらめけ!プリズム☆ツアーズ』挿入歌                        |
| 8月20日  | KING OF PRISM『ラブパラ! -Endless Love,Love-/Sparkling Days』                                                                                           | SePTENTRION | 「Sparkling Days -Over the silence ver.-」 「Sparkling Days -Key to my secret ver」 「Sparkling Days -Pure voice ver.-」 「Sparkling Days -BIG LOVE ver.-」 | 劇場アニメ『KING OF PRISM-Your Endless Call-み〜んなきらめけ!プリズム☆ツアーズ』エンディングテーマ            |

### その他参加楽曲
| 発売日         | 商品名                          | 歌                            | 楽曲                                   | 備考                                         |
| -------------- | ------------------------------- | ----------------------------- | -------------------------------------- | -------------------------------------------- |
| 2017年8月11日  | 犬小屋ちゃんねる OP「ONE CALL」 | WAOOON                        | 「ONE CALL」 「ワンフレーズ」          | ラジオ『犬小屋ちゃんねる』テーマソング       |
| 2017年10月27日 | DOUBLE DARE COVERS              | わらじ                        | 「ロマンス」 「心の旅」                | ラジオ『甘味処わらじ』関連曲                 |
| 2019年11月5日  | GO5!GOALOUS5!                   | GOALOUS5                      | 「GO5!GOALOUS5!」 「Let's GOALOUS5!!」 | 『GOALOUS5』テーマソング                     |
| 2019年12月20日 | ぎゅってしよ！ わらじ ver.      | 河西健吾、寺島惇太            | 「ぎゅってしよ！」 「声はAmplifier」   | インターネットラジオ局「ラジ友」テーマソング |
| 2021年6月22日  | Oh Matte Sun                    | おこさまブランチfeat.寺島惇太 | 「Oh Matte Sun」                       | 『おこさまブランチ』テーマソング             |
| 2020年11月25日 | 5 AHEAD!                        | GOALOUS5                      | 「5 AHEAD!」 「RosyBeat」              | 『GOALOUS5』テーマソング                     |
| 2021年12月30日 | CLAP×CLAP                       | Pleasure summit               | 「CLAP×CLAP」                          | 『Pleasure summit』テーマソング              |
| 2022年1月19日  | MIRAGE SHOW                     | GOALOUS5                      | 「MIRAGE SHOW」 「Dreaming Time」      | 『GOALOUS5』テーマソング                     |
| 2022年9月10日  | シャンリンシャン                | おこさまブランチfeat.寺島惇太 | 「シャンリンシャン」                   | 『おこさまブランチ』テーマソング             |
| 2022年12月23日 | One Day's                       | 合理的SantaClauses            | 「One Day's」                          | 『合理的SantaClauses』関連曲                 |
| 2023年1月12日  | Get set, 5！                    | GOALOUS5                      | 「Get set, 5！」 「GOALOUS Festa」     | 『GOALOUS5』テーマソング                     |
| 2023年3月13日  | センドリターン                  | おこさまブランチfeat.寺島惇太 | 「センドリターン」                     | 『おこさまブランチ』テーマソング             |
| 2023年5月4日   | Growry Day                      | 合理 den weekers              | 「Growry Day」                         | 『合理 den weekers』関連曲                   |
| 2023年7月28日  | GOALOUS BEST                    | GOALOUS5                      | 「戦慄のGOALOUS5!!!!!」                | 『GOALOUS5』テーマソング                     |
| 2023年8月10日  | 拝啓、夏休み                    | 合理的なふたり                | 「拝啓、夏休み」                       | 『合理的なふたり』関連曲                     |
| 2023年12月24日 | Go Lit Tonight                  | 合理的なふたり                | 「Go Lit Tonight」                     | 『合理的なふたり』関連曲                     |
| 2024年1月31日  | GO5 NEXT                        | GOALOUS5                      | 「GO5 NEXT」 「ゴーラスたいそう」      | 『GOALOUS5』テーマソング                     |
| 2024年4月19日  | ゴールイン！                    | 合理的なふたり                | 「ゴールイン！」                       | 『合理的なふたり』関連曲                     |
| 2024年8月11日  | オカルティックナイト            | 合理的なふたり                | 「オカルティックナイト」               | 『合理的なふたり』関連曲                     |
| 2025年1月31日  | Sixy                            | GOALOUS5                      | 「Sixy」 「あの先には何かがいる」      | 『GOALOUS5』テーマソング                     |
| 2025年2月11日  | bittersweet friend              | 合理的なふたり                | 「bittersweet friend」                 | 『合理的なふたり』関連曲                     |